# Andrés Henestrosa
Andrés Henestrosa Morales (30 novembre 1906, San Francisco Ixhuatán – 10 janvier 2008, Mexico) est un poète, narrateur, essayiste, orateur, écrivain, homme politique et historien mexicain. On retient principalement de lui la phonétisation de la langue zapotèque et sa transcription en alphabet latin.
En plus de ses talents d'écrivain, Henestrosa se soumet aux urnes : il réalise trois mandats à la Chambre des députés du Mexique et est sénateur pour l'État d'Oaxaca de 1982 à 1988.

## Biographie
Andrés Henestrosa commence ses études à Juchitán dans l'Oaxaca. Jusqu'à l'âge de quinze ans, il ne connaissait que sa langue maternelle, le zapotèque. Après avoir fini les études de base, il déménage à Mexico et commence à étudier à l'École normale des enseignants, où il apprend à parler l'espagnol couramment. Puis, il étudie à l’École nationale préparatoire (le lycée de l'université nationale autonome du Mexique (UNAM)) et ensuite à l’École nationale de Jurisprudence (aujourd'hui Faculté de Droit de l'UNAM), où il commence ses études de droit mais n'en obtient le diplôme de licence. En même temps, il étudie à la  faculté de philosophie et de lettres de l'UNAM. En 1927, un de ses professeurs, Alfonso Caso, l'encourage pour ce qui sera le début de sa carrière : il suggère à Henestrosa d'écrire sur les mythes, les légendes et les fables zapotèques, d'où l'écriture de son premier livre, Los hombres que dispersó la danza, publié en 1929.
Henestrosa contribue de multiples façons. Il est l'un des représentants mexicains d'un mouvement littéraire appelé l'Indianisme, depuis son premier livre. Il a aussi écrit des essais et des documents politiques durant sa longue carrière.
En 1929, il soutient, comme beaucoup de membres de l'UNAM, la campagne présidentielle de José Vasconcelos, étant un membre actif de la campagne, et écrit plusieurs essais et chroniques. Mais la quasi-totalité des transcriptions originales écrites de sa main furent perdues, en cours de publication dans plusieurs magazines et journaux.
En 1936, la Fondation Guggenheim lui donne la charge d'enquêter sur la culture zapotèque et il visite les États-Unis. Il crée le dictionnaire 'Zapotèque-Espagnol', ce qui est un grand pas dans la phonétisation de la langue zapotèque et l'adaptation de l'alphabet latin. Durant son voyage aux États-Unis, il écrit à La Nouvelle-Orléans en 1937 son plus célèbre livre : El retrato de mi madre.
Il est membre de l'Académie mexicaine de la langue du 23 octobre 1964 à sa mort, au fauteuil numéro 23. Il est le trésorier de l'Académie de 1965 à 2000. Andrés Henestrosa est un des plus célèbres des intellectuels mexicains.
En 1982, il est élu sénateur de son État d'Oaxaca sous l'étiquette du Parti révolutionnaire institutionnel.
Il décède le 10 janvier 2008